# Chipping Warden
Chipping Warden – wieś w Anglii, w hrabstwie Northamptonshire, w dystrykcie (unitary authority) West Northamptonshire. Leży 29 km na południowy zachód od miasta Northampton i 106 km na północny zachód od Londynu. W 2001 miejscowość liczyła 529 mieszkańców.